# ホセ・カサード・デル・アリサール
ホセ・マリア・カサード・デル・アリサール（José María Casado del Alisal、1832年3月24日 - 1886年10月8日）はスペインの画家である。歴史画や肖像画を描いた。

## 略歴
スペイン北部パレンシア県のビジャダ(Villada)で生まれた。弟のカルロス・カサード・デル・アリサール（Carlos Casado del Alisal: 1836-1873）はアルゼンチンに渡り実業家として成功する人物である。
ホセ・カサード・デル・アリサールはパレンシア市に新たに作られた絵画学校（Escuela Municipal de Dibujo de Palencia）で学んだ後、マドリードの王立サン・フェルナンド美術アカデミーでフェデリコ・デ・マドラーソに学んだ。1855年の作品でローマ留学の奨学金を獲得し、ローマに留学しナポリやミラノ、ヴェネツィアにも滞在した。イタリアで描いた作品をスペインの全国美術展に送り、1860年に賞を受賞した。1861年に留学期間が延長され、パリでも修行し、1862年のパリの展覧会に出展した。1864年のスペインの全国美術展でも賞を得た。
1881年に新しく創設されたローマのスペイン美術アカデミー (Academia Española de Bellas Artes en Roma)の初代校長に就任するが、その年のスペインの全国美術展で作品が選外佳作しか受賞できなかったことから辞任した。1882年にはローマ留学の候補者の審査員に任じられた。1865年に王立サン・フェルナンド美術アカデミーの会員になるが、翌年マドリードで亡くなった。

## 作品

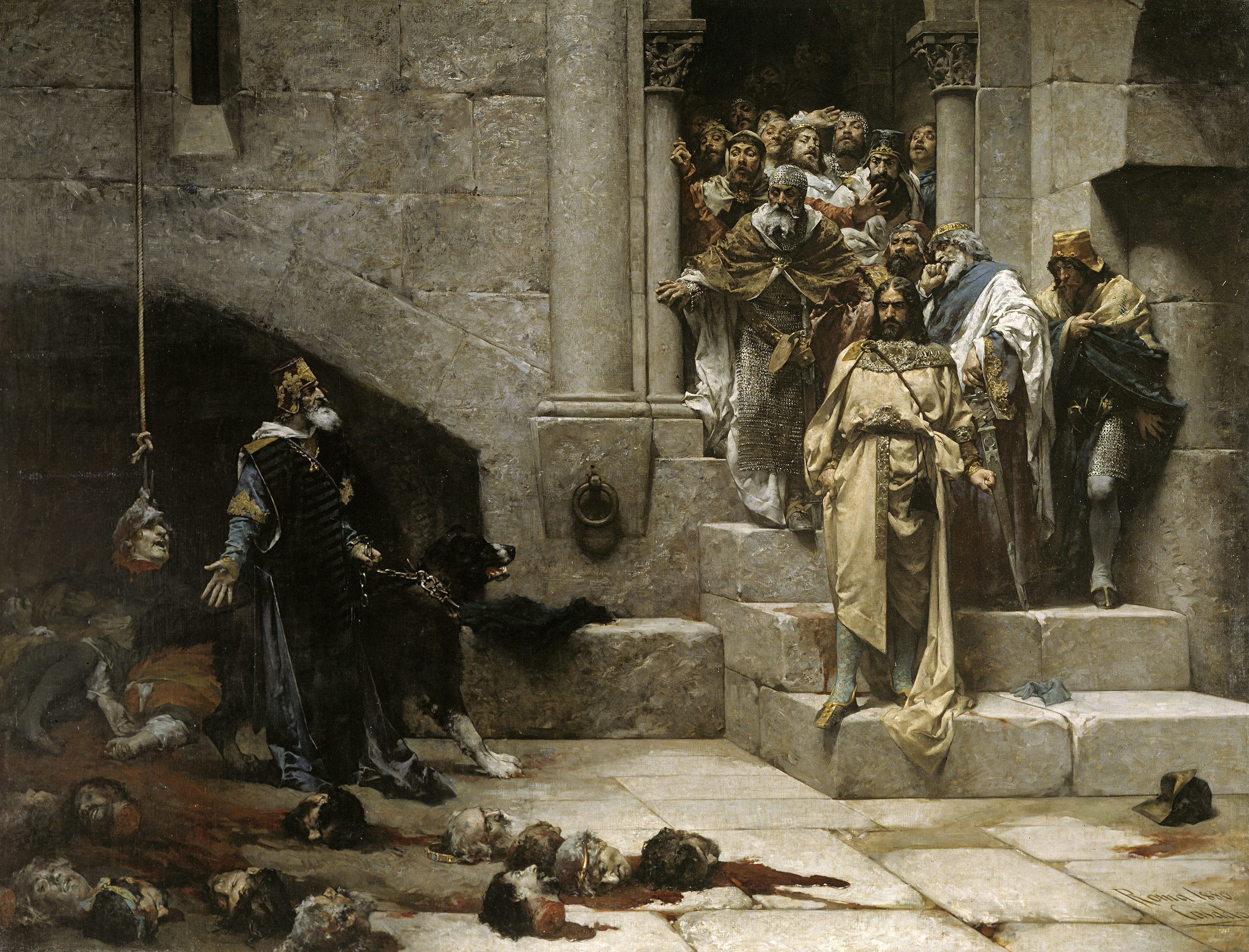
ウエスカの鐘とラミロ2世 (アラゴン王)(1880) Huesca City Council
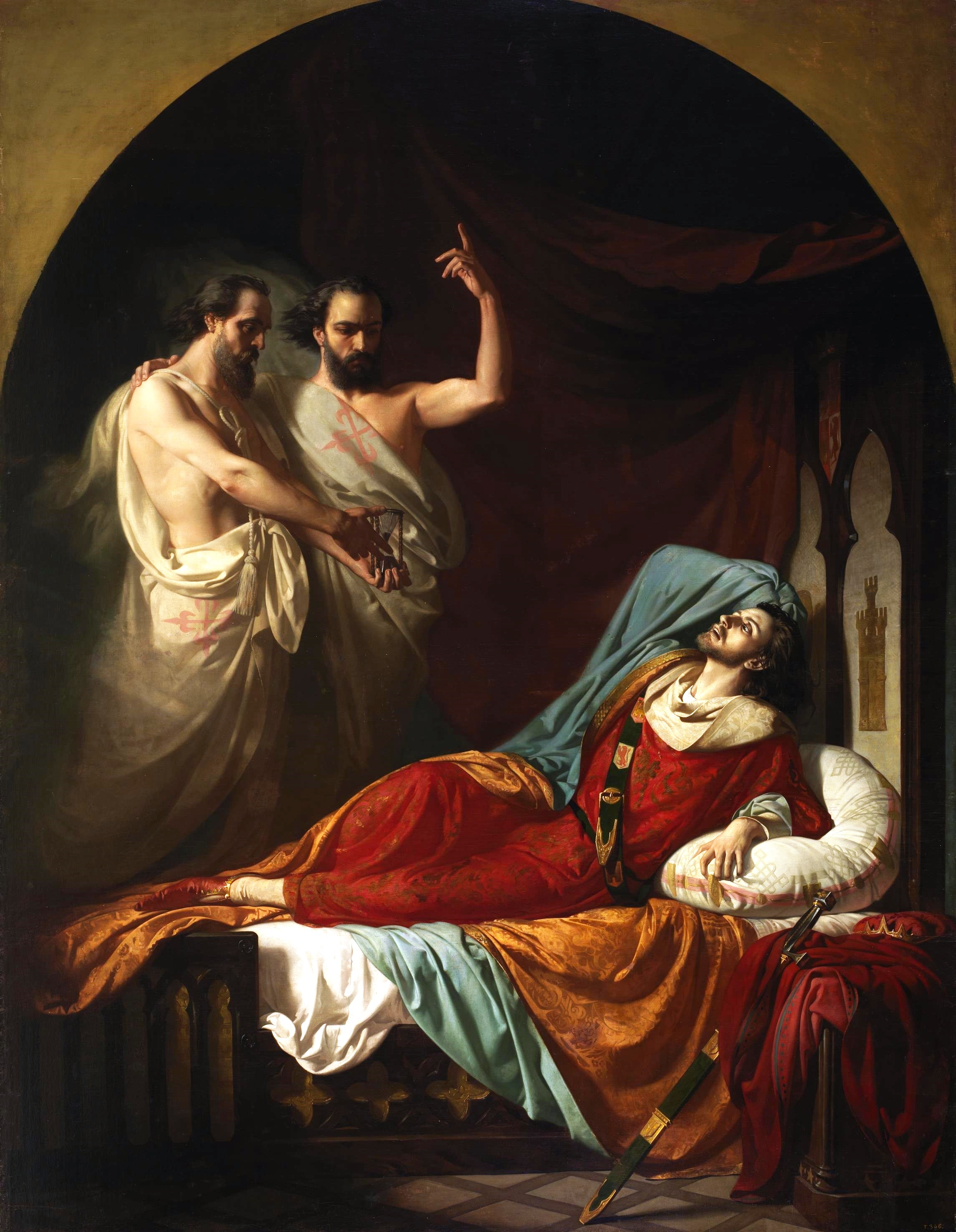
フェルディナンド4世の最期 (1860) プラド美術館
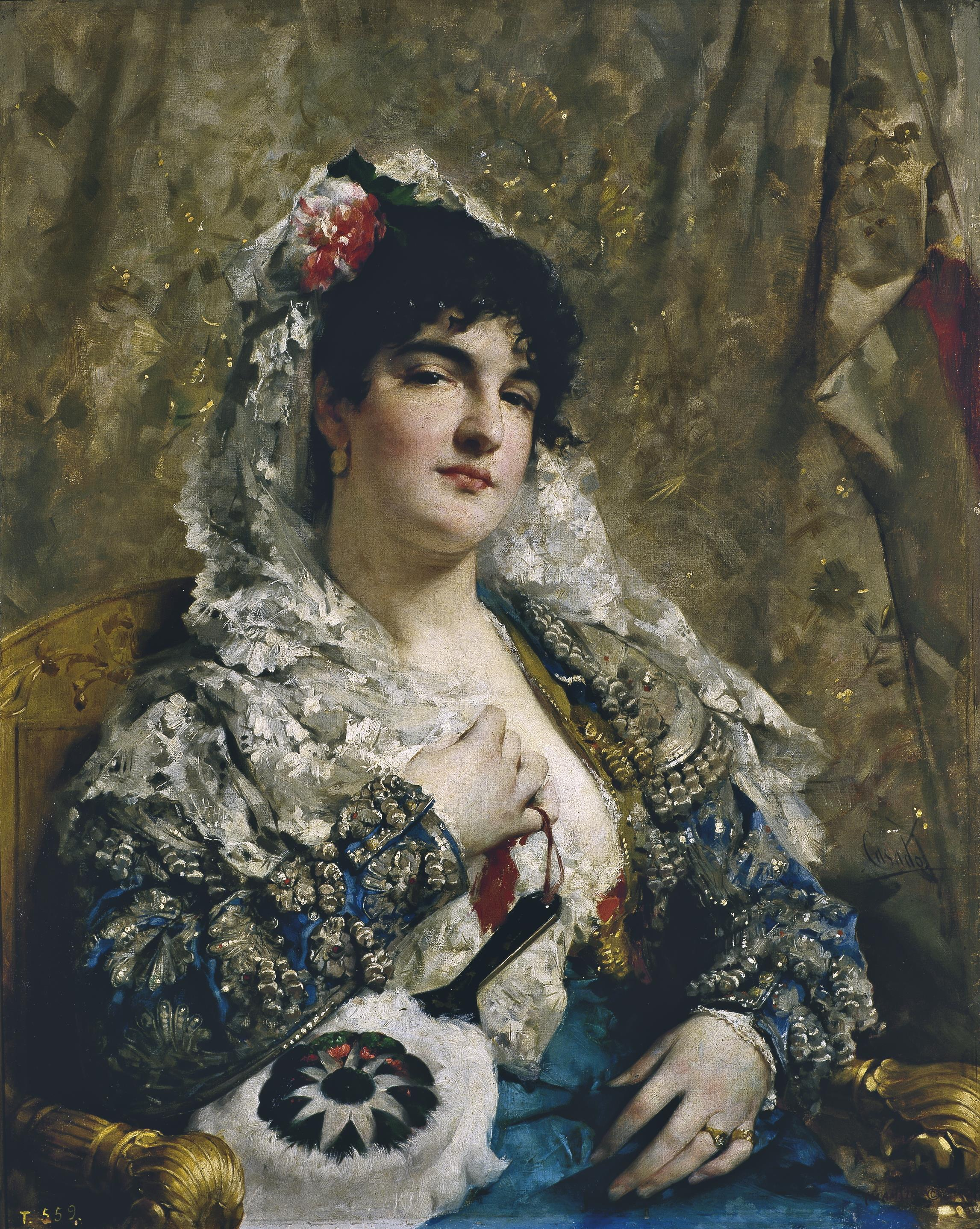
La Tirana（女優María del Rosario Fernández）の肖像画 (1875) プラド美術館
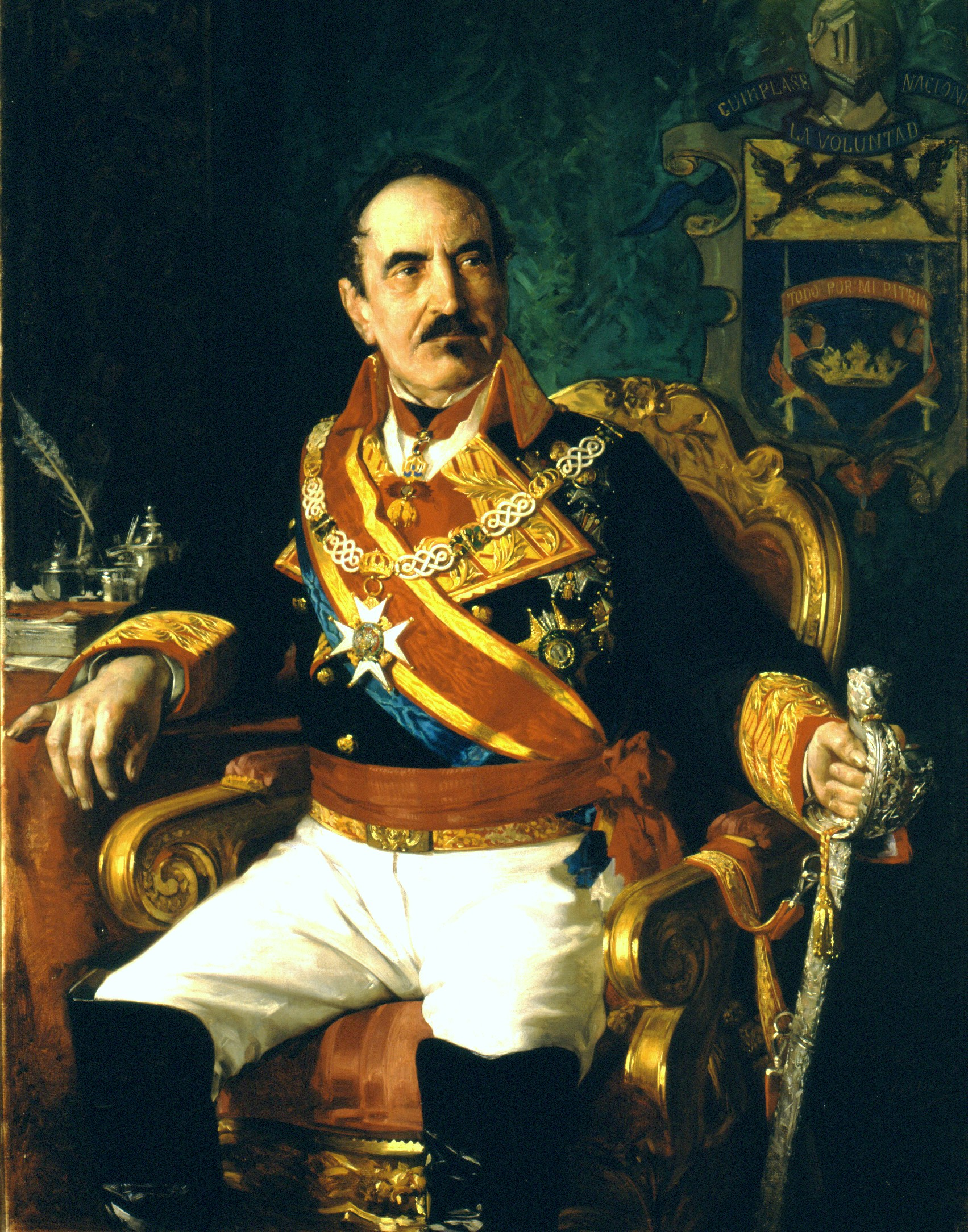
バルドメロ・エスパルテロの肖像画 (1872) スペイン下院議事堂